# The Vintner's Luck
Pour plus de détails, voir Fiche technique et Distribution.
The Vintner's Luck est un film fantastique franco-belgo-néo-zélandais réalisé par Niki Caro, sorti en 2009. 
Il est adapté du roman éponyme de l'auteur néo-zélandaise Elizabeth Knox, qui a remporté pas moins de cinq prix. Fort de ce succès, le livre a ensuite été traduit et publié en sept langues.  Le film a été présenté au Festival du film de Toronto en sélection officielle en 2009.

## Synopsis
Un jeune viticulteur ambitieux, Sobran Jodeau, rêve de créer un grand cru. Il a trois amours dans sa vie : sa femme Céleste, la baronne Aurora de Valday, et l'ange Xas.

## Fiche technique
- Titre original : The Vintner's Luck
- Titre français : La Veine du vigneron
- Titre québécois  :
- Réalisation : Niki Caro
- Scénario : Niki Caro et Joan Scheckel d'après La Veine du vigneron d'Elizabeth Knox
- Direction artistique : Grant Major
- Décors : Marc Flouquet
- Costumes : Justin Buckingham
- Photographie : Denis Lenoir
- Son : Chris Burt
- Montage : David Coulson
- Musique : Antonio Pinto
- Production : Niki Caro, Ludi Boeken, Pascal Judelewicz, Robin Laing et Laurie Parker
- Société de production : Ascension Films, Acajou Films, Kortex Cinema et uFilm
- Société de distribution : Modèle:Nouvelle-Zélande-d Ascot Elite Entertainment Group
- Budget : 8,5 millions d’€
- Pays d'origine :  Nouvelle-Zélande,  France,  Belgique
- Langue : anglais
- Format : couleur - 35 mm - 2,35:1 - Son Dolby numérique
- Genre : fantastique
- Durée : 121 minutes
- Dates de sortie : 
  -  Canada 12 septembre 2009 (festival international du film de Toronto)
  -  Nouvelle-Zélande 12 novembre 2009
  -  France 25 janvier 2012

## Distribution
- Jérémie Renier : Sobran Jodeau
- Keisha Castle-Hughes : Céleste
- Gaspard Ulliel : Xas
- Vera Farmiga  : Aurora de Valday
- Vania Vilers  : Père de Sobran
- Lizzie Brocheré  : Sabine
- Éric Godon  : Le Père Lesy
- Patrice Valota  : Compte De Vully
- Clément Coquille : Antoine enfant

## Distinctions

### Récompenses
- Meilleure réalisatrice pour Niki Caro aux 44ème Festival international du film d'Houston
- Meilleur film d'époque et Meilleur film étranger au Festival international du film de Sedona en 2011

### Nominations
- Meilleure photographie pour Denis Lenoir aux Qantas Film & Television Awards
- Meilleurs effets spéciaux pour George Ritchie aux Qantas Film & Television Awards

## Autour du film
The Vinter's Luck marque la seconde collaboration entre la réalisatrice Niki Caro et l'actrice Keisha Castle-Hughes. En 2002, elles avaient déjà travaillé ensemble sur Paï. La comédienne avait alors treize ans. Le coscénariste Joan Scheckel a également collaboré aux deux projets. 
Le film a été tourné en Nouvelle-Zélande et en Belgique mais également en France, notamment dans le château médiéval de Berzé et au Château de Châteauneuf, en Bourgogne.